# Paint School II
Paint School II (ook wel Schilderschool 2) is een videospel voor het platform Philips CD-i. Het spel werd uitgebracht in 1990. Met het spel kunnen kinderen schilderen met hun Cd-i. In het spel kan gekozen worden uit 32.000 kleuren. Elke tekening kan ook als schuifpuzzel opgelost worden. Het spel is voorzien van muziek.